# Sarang (Kunstflugstaffel)
Das Sarang (Sanskrit: सारंग Pfau) ist das Helikopter-Display Team der Indischen Luftstreitkräfte. Das Team fliegt vier modifizierte HAL Dhruv Hubschrauber, auch als ALH (Advanced Light Helicopter) bekannt. Das Team wurde im Oktober 2003 gegründet und der erste öffentliche Auftritt war bei der Asian Aerospace Airshow in Singapur 2004. Der Name Sarang (Pfau in Sanskrit) bezieht sich darauf, dass der Pfau als Symbol für das nationale Indien steht. Das Team wurde im Jahr 2005 der No.-151-Hubschrauber-Einheit zugeordnet.

## Geschichte

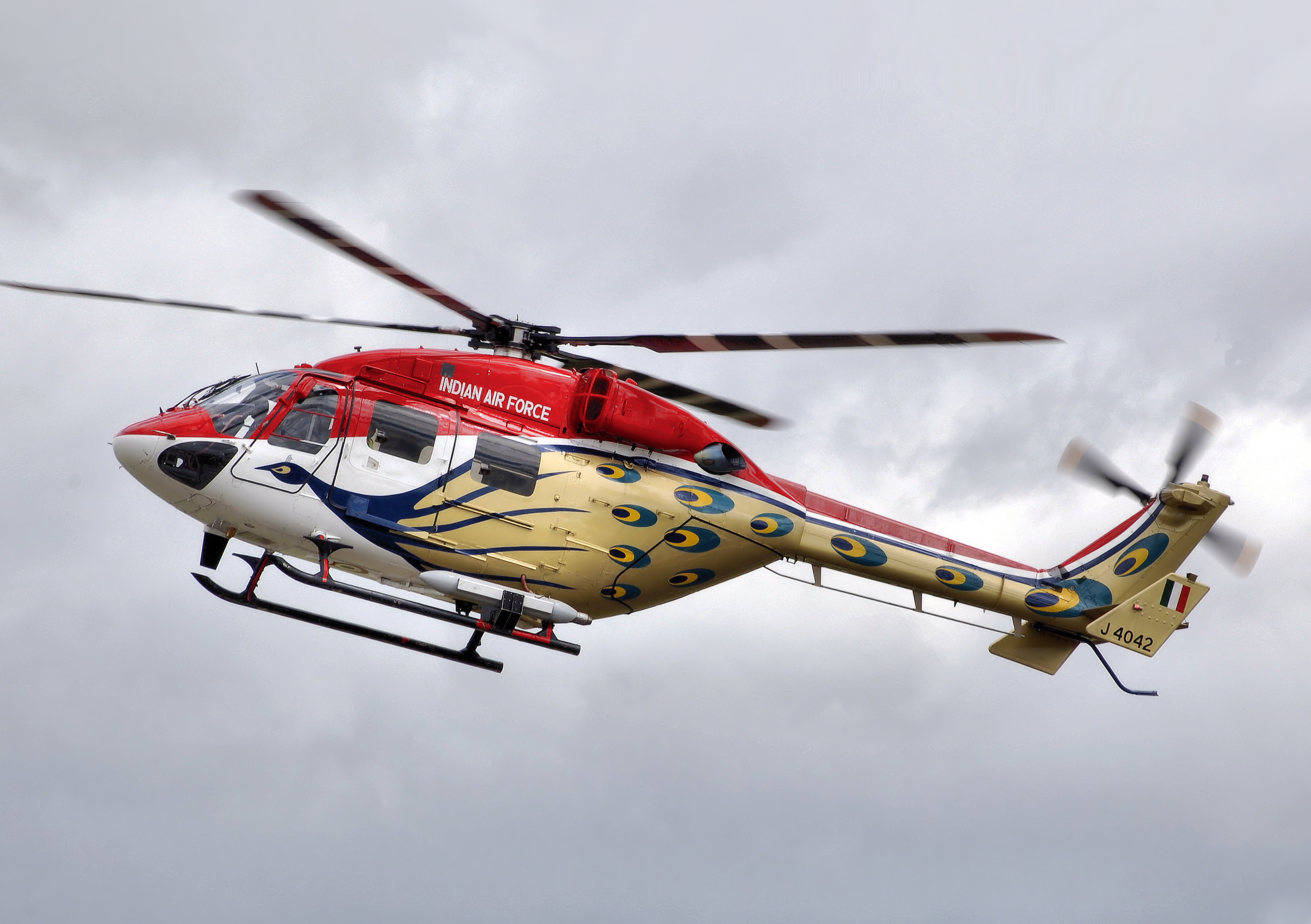

Die ersten Vorführungen des HAL Dhruv  mit zwei Hubschrauber  wurden 2003 auf der Aero India  in Bangalore von Sqn Leader Pathania durchgeführt. Später im Jahr 2003, wurde es Sarang getauft und ein Team aus drei Hubschraubern gebildet. Bei der Singapore Air Show im Jahr 2004 begann das Team mit der Vorführung mit vier Hubschraubern. Das Team tritt regelmäßig auf der Aero India, einer zweijährlichen Air Show an der Yelahanka Air Force Station in der Nähe von Bangalore und am Jahrestag der indischen Luftwaffe bei der Hindon Air Force Base am 8. Oktober auf. Es war 2008 an der Farnborough Airshow zu sehen. Im Februar 2007 hatte das Team seinen ersten tödlichen Unfall, als ein Dhruv  auf Yelahanka Air Force Station während eines Probeflugs vor der Aero India abstürzte. Kopilot Squadron Leader Priyesh Sharma wurde sofort getötet und der Pilot Wing Commander Vikas Jetly erlitt schwere Kopfverletzungen, denen er in einem komatösen Zustand für fast 4 Jahre am 11. Januar 2011 erlag. Das Team besteht aus Piloten und Pilotinnen.